# Jeong So-yeon
Jeong So-yeon (hangul: 정소연 (); Gwangju, 4 de mayo de 1994), también conocida simplemente como Soyeon, es una cantante y compositora surcoreana, conocida por ser miembro del grupo femenino surcoreano Laboum. En 2022, se convirtió en miembro del supergrupo proyecto WSG Wannabe.

## Biografía, primeros años y educación
Jeong So-yeon nació en Gwangju el 4 de mayo de 1994. Asistió a la Escuela Secundaria Cultural de Gwangju. En 2011, Jeong fue concursante del programa de talentos de la televisión surcoreana Superstar K 3, donde apareció junto con la cantante Suzy, la cual también era su mejor amiga en la escuela.

## Carrera
Jeong hizo su debut en agosto de 2014 como miembro del grupo femenino surcoreano Laboum. Además de sus actividades grupales, también ha participado en varias bandas sonoras para varias series de televisión surcoreanas desde el comienzo de su carrera.
En 2016, Jeong fue miembro del elenco y concursante del concurso de canto de televisión Girl Spirit.
Tras el resurgimiento de Laboum en las listas de música de Corea del Sur después de aparecer en el programa de variedades Hangout with Yoo, Jeong hizo una audición para convertirse en miembro del supergrupo proyecto WSG Wannabe. Pasó la audición con éxito, y se convirtió en miembro de la subunidad Gaya-G, que luego obtuvo el primer lugar en las listas de música de Corea del Sur.

## Discografía

### Sencillos
| Título                                                                                     | Año            | Posiciones más altas en los gráficos | Álbum               |
| Título                                                                                     | Año            | COR Gaon                             | Álbum               |
| Colaboraciones                                                                             | Colaboraciones | Colaboraciones                       | Colaboraciones      |
| ------------------------------------------------------------------------------------------ | -------------- | ------------------------------------ | ------------------- |
| "Thank you" (DJ Hanmin, Flawless y DizzySunn)                                              | 2017           | —                                    | Sencillos sin álbum |
| "XOXO" (con Parc Jae-jung)                                                                 | 2018           | —                                    | Sencillos sin álbum |
| "The Prayer" (con Kim Yu-jeong)                                                            | 2021           | —                                    | Sencillos sin álbum |
| "—" indica lanzamientos que no figuraron en las listas o que no se lanzaron en esa región. |                |                                      |                     |

### Apariciones en bandas sonoras
| Título                                                                                     | Año  | Posiciones más altas en los gráficos | Álbum                              |
| Título                                                                                     | Año  | COR Gaon                             | Álbum                              |
| ------------------------------------------------------------------------------------------ | ---- | ------------------------------------ | ---------------------------------- |
| "Love is cold"                                                                             | 2015 | —                                    | Sweet Home, Sweet Honey OST Part.4 |
| "Cosmic Girl"                                                                              | 2017 | —                                    | Jugglers OST Part 1                |
| "I Feel Love"                                                                              | 2017 | —                                    | Hospital Ship OST Part 4           |
| "Don't Disappear" (사라지지 마) (con Kim Yu-jeong)                                         | 2018 | —                                    | Come and Hug Me OST Part 2         |
| "Is It Love" (사랑일까) (con DinDin)                                                       | 2019 | —                                    | My Strange Hero OST Part 6         |
| "Let's Make Love" (사랑하자) (con Lee Jun-young)                                           | 2020 | —                                    | Good Casting OST Part 3            |
| "Think of You" (당신생각)                                                                  | 2021 | —                                    | Youth of May OST Part 4            |
| "You & I" (그대와) (con Choi Young-jae)                                                    | 2021 | —                                    | My Roommate Is a Gumiho OST Part 7 |
| "Come to Me, Always Your Smile" (다가와 늘 네 미소가)                                      | 2021 | —                                    | The All-Round Wife OST Part 1      |
| "Starlight"                                                                                | 2022 | —                                    | If You Wish Upon Me OST Part 2     |
| "—" indica lanzamientos que no figuraron en las listas o que no se lanzaron en esa región. |      |                                      |                                    |

## Videografía

### Vídeos musicales
| Título      | Año  | Director(es)                | Ref.  |
| ----------- | ---- | --------------------------- | ----- |
| "Thank You" | 2016 | Creative Khan (김광호 감독) | [ 8 ] |
| "XOXO"      | 2018 | Desconocido                 | [ 9 ] |

## Filmografía

### Programas de televisión
| Año  | Título              | Papel               | Ref.   |
| ---- | ------------------- | ------------------- | ------ |
| 2011 | Superstar K 3       | Concursante         |        |
| 2016 | Girl Spirit         | Concursante         | [ 5 ]  |
| 2019 | King of Mask Singer | Concursante         | [ 10 ] |
| 2022 | Hangout with Yoo    | Miembro del reparto | [ 1 ]  |

## Premios y nominaciones
| Ceremonia de entrega de premios        | Año  | Categoría                            | Nominado / Trabajo nominado | Resultado | Ref.   |
| -------------------------------------- | ---- | ------------------------------------ | --------------------------- | --------- | ------ |
| Korea Culture and Entertainment Awards | 2022 | Premio al Cantante de K-POP          | Jeong So-yeon               | Ganadora  | [ 11 ] |
| MBC Entertainment Awards               | 2022 | Premio Especial - Categoría Variedad | Hangout with Yoo            | Ganadora  | [ 12 ] |